# Carolin Größinger
Carolin Größinger (* 10. Mai 1997 in Salzburg) ist eine österreichische Fußballspielerin.

## Karriere

### Vereine
Größinger debütierte im Sommer 2012 für die SG Bergheim/Hof in der ÖFB-Frauenliga und wechselte im Winter 2014 zum FSK St. Pölten. Im Sommer 2014 folgte der Wechsel zur Union Kleinmünchen, wo sie in den folgenden zwei Spielzeiten zu 28 Einsätzen kam. Zur Saison 2016/17 unterzeichnete Größinger einen Vertrag beim deutschen Bundesligisten Bayer 04 Leverkusen. Im Jänner 2017 verkündete Größinger ihre sofortige Rückkehr nach Österreich. Am 17. März 2017 unterschrieb Größinger in Österreich beim FC Bergheim, im Jänner 2019 wechselte sie zum FC Wacker Innsbruck.

### Nationalmannschaft
Die Torfrau durchläuft seit der U-16 die Nachwuchsauswahlen des ÖFB. Mit der U-17-Nationalmannschaft qualifizierte sie sich 2014 für die Jahrgangseuropameisterschaft in England. Nach dem Turnier, bei dem Österreich nach der Vorrunde ausschied, wurde Größinger als eine von drei Torhüterinnen ins Team des Turniers gewählt. Zwei Jahre später gelang ihr mit der U-19-Nationalmannschaft ebenfalls die Qualifikation für die Europameisterschaft in der Slowakei. Die Torhüterin wurde am 1. Juli 2017 in die A-Nationalmannschaft Österreichs für die Fußball-Europameisterschaft der Frauen 2017 in den Niederlanden berufen.

## Sonstiges
Carolin Größinger besuchte bis 2016 das Nationale Zentrum für Frauenfußball in St. Pölten. Sie ist die Schwester des ehemaligen Fußballprofis Markus Grössinger, ihre Cousine Isabella Grössinger war österreichische Fußballnationalspielerin.